# Saprinus semiopacus
Saprinus semiopacus är en skalbaggsart som beskrevs av Schmidt in Hauser 1894. Saprinus semiopacus ingår i släktet Saprinus och familjen stumpbaggar. Inga underarter finns listade i Catalogue of Life.